# Iso-Lahnanen
Iso-Lahnanen eller Lahnajärvi är en sjö i Finland. Den ligger i kommunen Pieksämäki i landskapet Södra Savolax, i den centrala delen av landet, 270 km norr om huvudstaden Helsingfors. Iso-Lahnanen ligger 138,3 meter över havet. I omgivningarna runt Iso-Lahnanen växer i huvudsak barrskog. Arean är 89,8 hektar och strandlinjen är 7,96 kilometer lång. Sjön  ingår i Kymmene älvs huvudavrinningsområde.   I sjön finns bland andra öarna Pienisaari och Saunasaari. Norr om sjön ligger den mindre Pieni-Lahnanen.